# Orbilia aprilis
Orbilia aprilis är en svampart som tillhör divisionen sporsäcksvampar, och som beskrevs av Josef Velenovský. Orbilia aprilis ingår i släktet Orbilia, och familjen vaxskålar. Arten är reproducerande i Sverige.